# Rio Orange
O rio Orange a sul de Rosh Pinah
O rio Orange (africâner e neerlandês: Oranjerivier), é o maior rio da África do Sul. Foi descoberto por indígenas, mas explorado cientificamente por europeus em 1760, e deve o seu nome ao coronel Robert Gordon, da Casa de Orange. Outra hipótese para a origem do seu nome, será devido à sua cor alaranjada, pouco comum, em oposição à do rio Vaal (em africâner cinzento, opaco, sem brilho). A sua nascente é localizada nas montanhas Dracoberga no Lesoto. 
O Orange nasce no Lesoto, junto do monte Thaba Putsoa, a cerca de 3350 m de altitude. Segue um percurso leste-oeste, num total de 2200 km, traçando a fronteira meridional da província do Estado Livre. O seu percurso final constitui a fronteira África do Sul-Namíbia. Desagua no oceano Atlântico junto de Alexander Bay, a meio caminho entre Walvis Bay e a Cidade do Cabo. Tem uma enorme bacia hidrográfica, que drena cerca de 973 000 km2.
O seu afluente mais destacado é o rio Vaal, que também nasce na cordilheira Dracoberga, a leste de Joanesburgo e define a fronteira entre o Gautengue, o Noroeste, a Mepumalanga e o Estado Livre, antes de se unir ao Orange a sudoeste de Quimberlei. Depois da confluência com o Vaal, o Orange percorre terrenos áridos e selvagens do sul da região do Calaári e Namaqualândia. Durante os últimos 800 km recebe muitos riachos intermitentes e vários uádis. O volume de caudal reduz-se consideravelmente devido à evaporação. Na época das chuvas, o rio Orange converte-se numa imparável torrente.
A parte sul-africana da sua foz é listada como sítio Ramsar desde 1991.